# Bossus-lès-Rumigny
Bossus-lès-Rumigny je francouzská obec v departementu Ardensko v regionu Grand Est. Žije zde 95 obyvatel.

## Poloha obce
Obec leží na severozápadě departementu Ardensko u hranic s departementem Aisne, tedy i u hranic regionu Grand Est s regionem Hauts-de-France.

### Sousední obce
| Růžice kompasu |                            | Auge               |         | Růžice kompasu |
| Růžice kompasu | Logny-lès-Aubenton (Aisne) | Sever              | Antheny | Růžice kompasu |
| Růžice kompasu | Logny-lès-Aubenton (Aisne) | Bossus-lès-Rumigny | Antheny | Růžice kompasu |
| Růžice kompasu | Logny-lès-Aubenton (Aisne) | Jih                | Antheny | Růžice kompasu |
| Růžice kompasu | Hannappes                  | Rumigny            |         | Růžice kompasu |